# Chevrolet Cobalt (Ameryka Północna)
Chevrolet Cobalt – samochód osobowy klasy kompaktowej produkowany pod ameyrkańską marką Chevrolet w latach 2004 – 2009.

## Historia i opis modelu

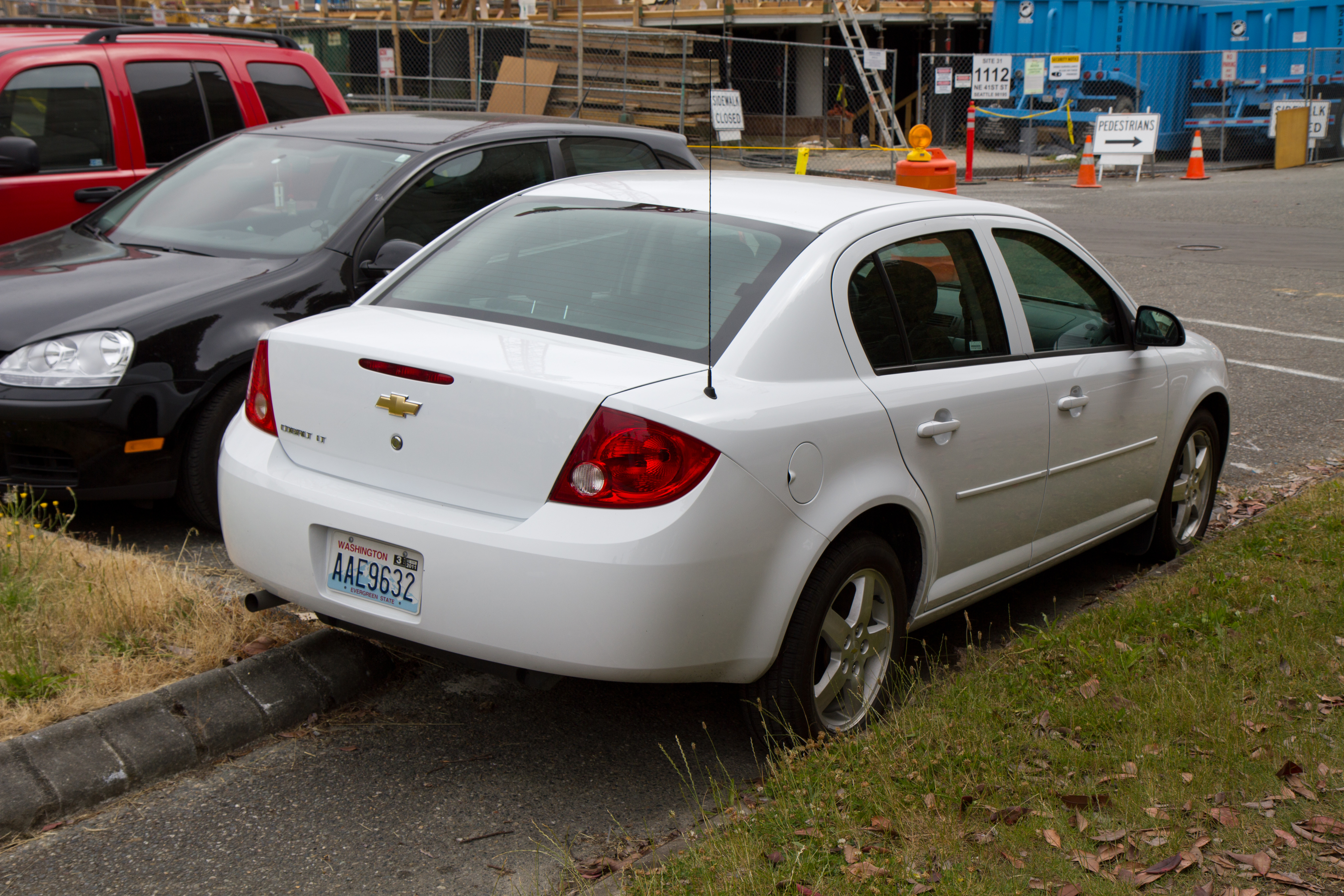
Chevrolet Cobalt - tył

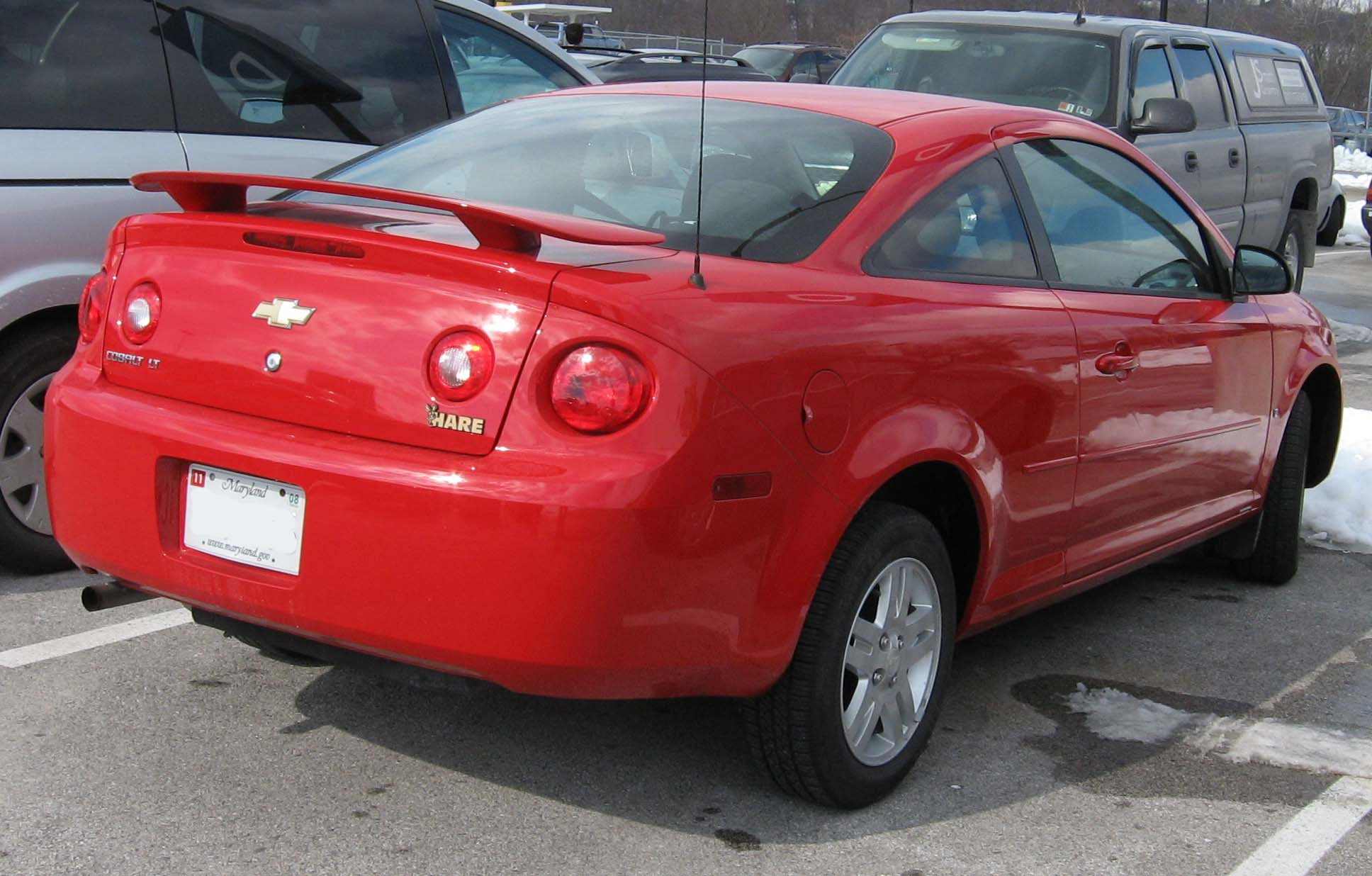
Chevrolet Cobalt Coupe

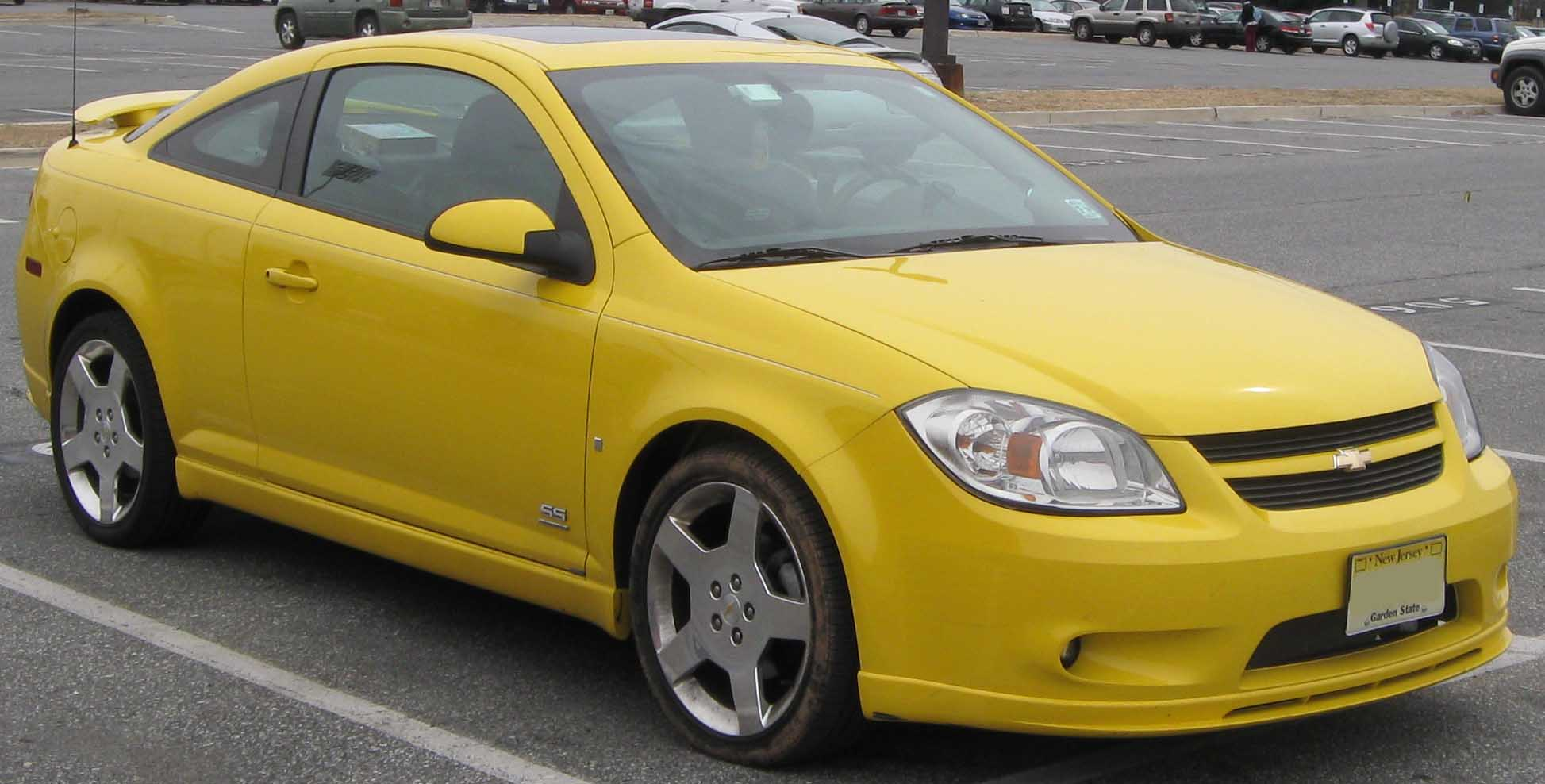
Chevrolet Cobalt SS

W ostatnich dniach grudnia 2003 roku Chevrolet przedstawił zupełnie nowy model kompaktowy, który na celu miał zastąpić zarówno przestarzałego wówczas Cavaliera, a także tani model Prizm. Cobalt powstał na nowej globalnej architekturze koncernu General Motors Delta, która wykorzystana została zarówno do budowy pokrewnego Saturna ION, a także przez europejskiego Opla do opracowania nowych generacji modeli Astra i Zafira.
Sprzedaż Chevroleta Cobalta rozpoczęła się na rynku północnoamerykańskim na początku 2004 roku. Oprócz 4-drzwiowego sedana, gamę nadwoziową urozmaiciło także 2-drzwiowe coupe. W czasie podstawową odmianę wyróżniały jednoczęściowe, trójkątne lampy tylne, odmiana coupe zyskała charakterystyczne, dwuczęściowe okrągłe lampy umieszczone zarówno na błotnikach, jak i klapie bagażnika.

### Osiągi
Cobalt z 2008 roku był sprzedawany z pakietem SS zaopatrzonym w turbodoładowany 260-konny silnik o pojemności 2,0 l z 5-biegową manualną skrzynią biegów.
GM oferuje także trzy pakiety podnoszące moc dla turbodoładowanego silnika LSJ nazwane "stage kits". Pakiet pierwszy składa się z lepszych wtryskiwaczy paliwa i ma przeprogramowany komputer sterujący tak by podnieść moc maksymalną o 30 KM. Drugi pakiet to zmienione wtryskiwacze i przeprogramowany komputer oraz lepszy pasek i koło pasowe do sprężarki gwarantujące moc podwyższoną o 40 KM.
Przy obydwu pakietach odcięcie zapłonu następuje przy 7000 obrotach na minutę. Ostatni pakiet ulepszający to mniejsze koło pasowe sprężarki, większy intercooler i wykonany na zamówienie sterownik zastępujący oryginalny. Pakiet trzeci pozwala używać 50-strzałowy podtlenek azotu. Wszystko to przenosi odcięcie zapłonu z 6500 obr./min. w standardowej wersji do 8000 obr./min. generując moc maksymalną 260 KM przy używaniu 100-oktanowej benzyny i wiele więcej koni przy użyciu podtlenku. Poziom trzeci przeznaczony jest do używania tylko na torze.

### Bezpieczeństwo
Zgodnie z werdyktem amerykańskiej organizacji US Insurance Institute for Highway Safety, Chevrolet Cobalt został wysoko oceniony podczas pomiaru poziomu bezpieczeństwa przy czołowym zderzeniu. W przypadku bocznego uderzenia pojazd uzyskał średni ogólny wynik dla braku kurtyn powietrznych i przeciętny ogólny wynik bocznego uderzenia z kurtynami.
W sportowych wersjach Cobalta opcjonalnie montowany był system ESP. Boczne poduszki powietrzne ograniczone są do zabezpieczających głowę kurtyn, boczne poduszki powietrzne chroniące klatkę piersiową były niedostępne.

### Silniki
| Rok       | Silnik     | Moc             | Moment obrotowy |
| --------- | ---------- | --------------- | --------------- |
| 2005–2006 | Ecotec L61 | 145 KM (108 kW) | 210 Nm          |
| 2007-2010 | Ecotec L61 | 148 KM (110 kW) | 210 Nm          |
| 2005–2007 | Ecotec L61 | 205 KM (153 kW) | 271 Nm          |
| 2006      | Ecotec L61 | 171 KM (128 kW) | 221 Nm          |
| 2007-2010 | Ecotec L61 | 173 KM (129 kW) | 221 Nm          |
| 2008-2010 | Ecotec L61 | 260 KM (194 kW) | 353 Nm          |

## Sport
Samochody Chevrolet Cobalt używane były w wyścigach "KONI Challenge Series" i "National Hot Rod Association" w klasach: Sport Compact i Pro Stock. Jed Coughlin Jr. wygrał Cobaltem wyścig Powerade Champioship w klasie Pro Stock.